# Staurastrum cristatum
Staurastrum cristatum là một loài Song tinh tảo trong họ Desmidiaceae, thuộc chi Staurastrum.